# A sangre fría
A sangre fría és una pel·lícula argentina del gènere de drama filmada en blanc i negre i dirigida per Daniel Tinayre sobre el seu propi guió amb argument i adaptació de Luis Saslavsky que es va estrenar el 6 de juny de 1947 i que va tenir com a protagonistes a Pedro López Lagar, Tito Alonso, Amelia Bence i Floren Delbene.

## Argument
La pel·lícula és la història d'una parella que planeja quedar-se amb la fortuna d'una anciana enverinant-la.

## Crítiques
Raúl Manrupe i María Alejandra Portela van opinar que era una pel·lícula amb alguna cosa del film Double Indemnity de Billy Wilder de 1943, amb bons climes. Per al cronista de La Nación era una pel·lícula de “rara jerarquia” i el crític de Notícias Gráficas va expressar que “encara que el seu assumpte no oferisca major novetat i els procediments tècnics recorden no poques pel·lícules, reuneix els elements necessaris perquè l'espectador seguisca amb interès les peripècies criminals dels seus deshumanitzats personatges centrals” i, en el seu moment, el crític Roland va escriure en el diario Crítica que era una "brillant realització".

## Repartiment
- Tito Alonso	… Fill del Dr. Morel
- Amelia Bence	…Elena Rossi
- Ricardo Castro Ríos …	Xofer del Dr. Morel
- Helena Cortesina	... 	Linda Moreno
- Floren Delbene	… Inspector Robledo
- Carmen Giménez	... 	Dona en hotel
- Antonia Herrero … Savina Zani
- Ángel Laborde	... 	Home en estació de servei
- Marcelo Lavalle	... 	Transpunte
- Carmen Llambí	... 	Monja
- Mercedes Llambí	... 	Infermera
- Pedro López Lagar	…Fernando Román
- Domingo Mania	... 	Sr. Dupont
- José Maurer	... 	Doctor
- Luis Otero	... 	Comissari Valdez
- Juan Pecci	... 	Farmacèutic
- Ilde Pirovano	… Rosario Rossi
- Elvira Quiroga … Luisita
- Domingo Sapelli	… Dr. Morel
- Nicolás Taricano	... 	José